# Dechen Shak-Dagsay
Dechen Shak-Dagsay (Kathmandu, Nepal 1959) is een Tibetaanse zangeres van traditionele Tibetaans boeddhistische mantra's.
Haar vader is Dagsay Rinpoche, een tulku van het klooster Chogri die op zijn derde werd erkend als de vijfde incarnatie van de Dagsay Rinpoche. Hij en zijn vrouw vluchten uit Tibet in 1959 tijdens de Tibetaanse diaspora om gevangenschap te voorkomen. In de tussentijd werd Dechen Dagsay als oudste dochter van het gezin in India geboren. Zwitserland nam in die tijd duizend Tibetaanse vluchtelingen op en in dat land arriveerde ze in mei 1963 als driejarig meisje.
Het gezin bekommerde zich veel om het behoud van de Tibetaanse cultuur en daardoor groeide ze op met Tibetaanse muziek en dans.

## Discografie
In 1989 maakte Dechen Shak-Dasay haar debuut met de maxi-single Bodhicitta die ze samen met de Zwitserse muzikant Roger Dupont opnam en in 1993 werkte ze mee aan de filmmuziek van Little Buddha van Bernardo Bertolucci in Londen.
Haar debuutalbum was in 1999 Dewa Che, in 2002 bracht ze haar tweede CD uit, Shi De, a call for worldpeace, en in 2004 haar derde CD Dcham Sem.